# Giuseppe Molteni
Giuseppe Molteni (Affori, 30 marzo 1800 – Milano, 11 gennaio 1867) è stato un pittore, restauratore e museologo italiano.

## Biografia

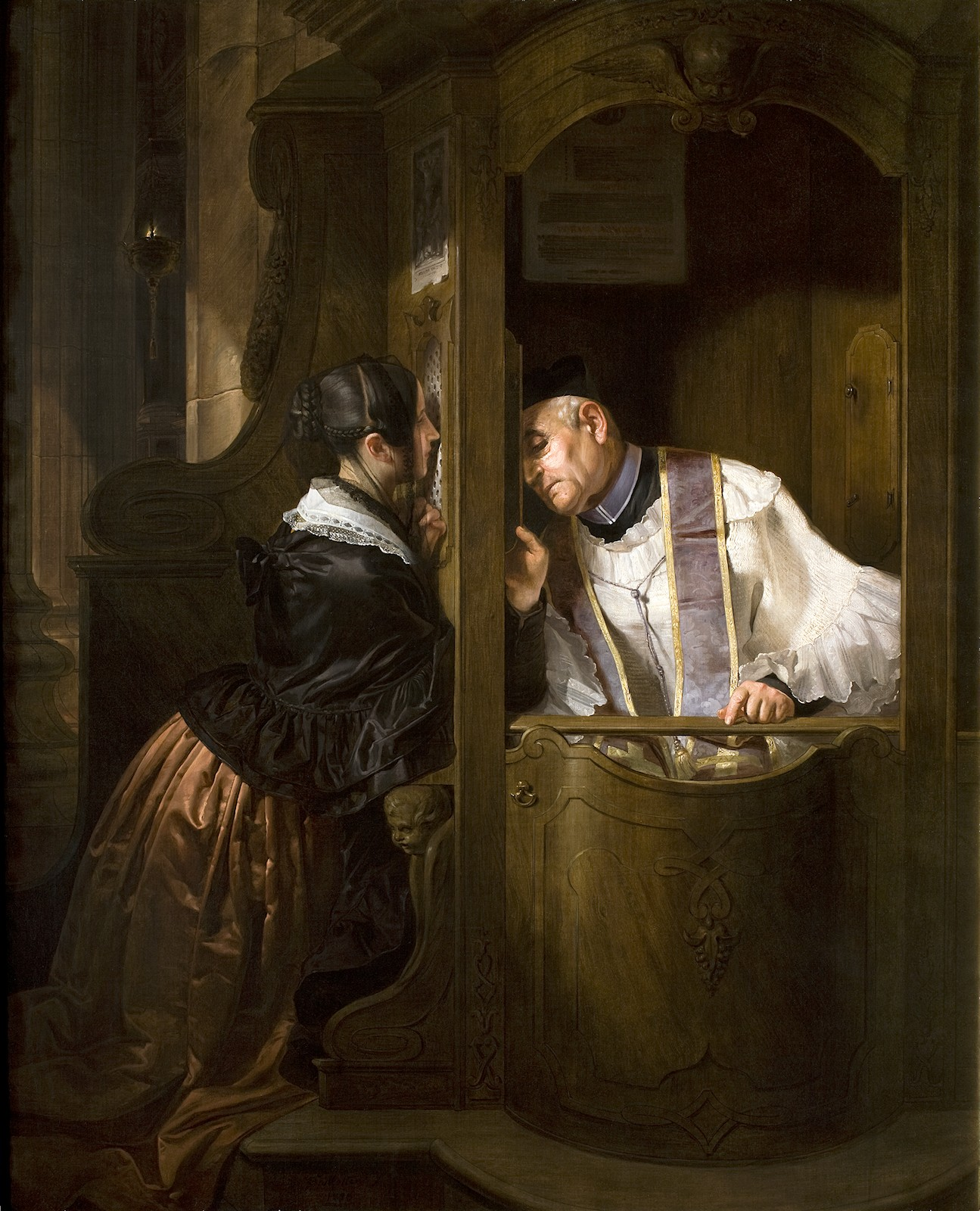
La confessione, 1838

Costretto a lasciare gli studi all'Accademia di Brera per motivi economici, si indirizza al restauro dei dipinti antichi, allievo di Giuseppe Guizzardi a Bologna. 

Rientrato a Milano diviene in breve tempo uno dei più richiesti restauratori del tempo, consulente del Louvre e del British Museum e dei maggiori collezionisti e conoscitori europei, oltre che milanesi.
Si dedica all'attività pittorica inaugurando nel 1828 il genere del "ritratto ambientato", caratterizzato dalla resa meticolosa e sfarzosa dell'ambiente e dei costumi, che gli procura uno straordinario successo e lo pone in diretta competizione con Francesco Hayez.
Durante il soggiorno alla corte di Vienna nel 1837 per eseguire il ritratto di Ferdinando I ha modo di apprezzare la pittura Biedermeier e di stringere amicizia con il pittore Friedrich von Amerling.
Nel 1837 realizza la svolta verso una pittura di genere, dedicata a scene popolari di vita contemporanea, che riscuote un immediato consenso di pubblico e critica. 

La costante presenza all'Esposizioni di Belle Arti di Brera si attenua a partire dagli anni Cinquanta, fino al definitivo abbandono della pittura in coincidenza con la nomina a conservatore della Pinacoteca dell'Accademia di Brera nel 1854.

## Galleria d'immagini

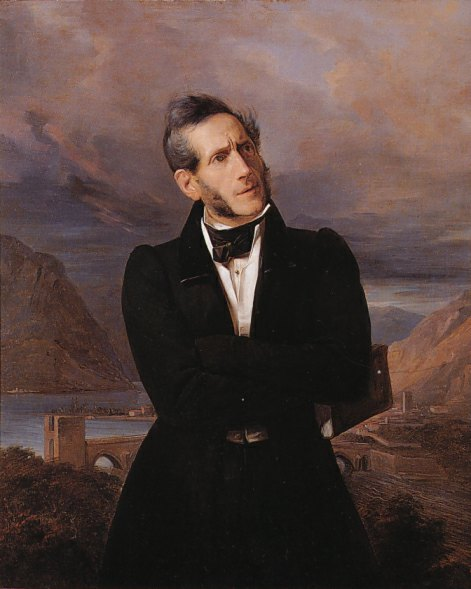
Ritratto di Alessandro Manzoni, 1835
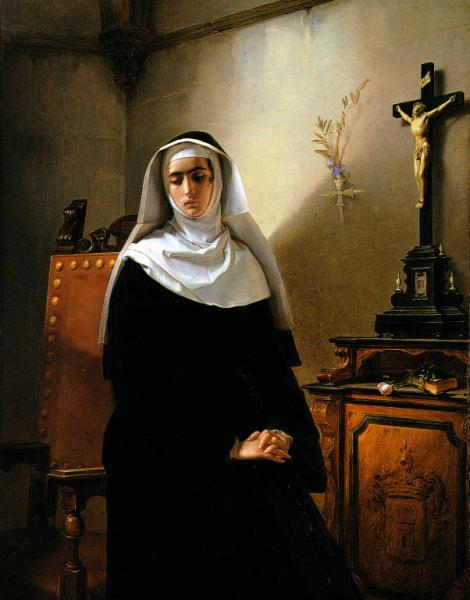
La Signora di Monza, 1847
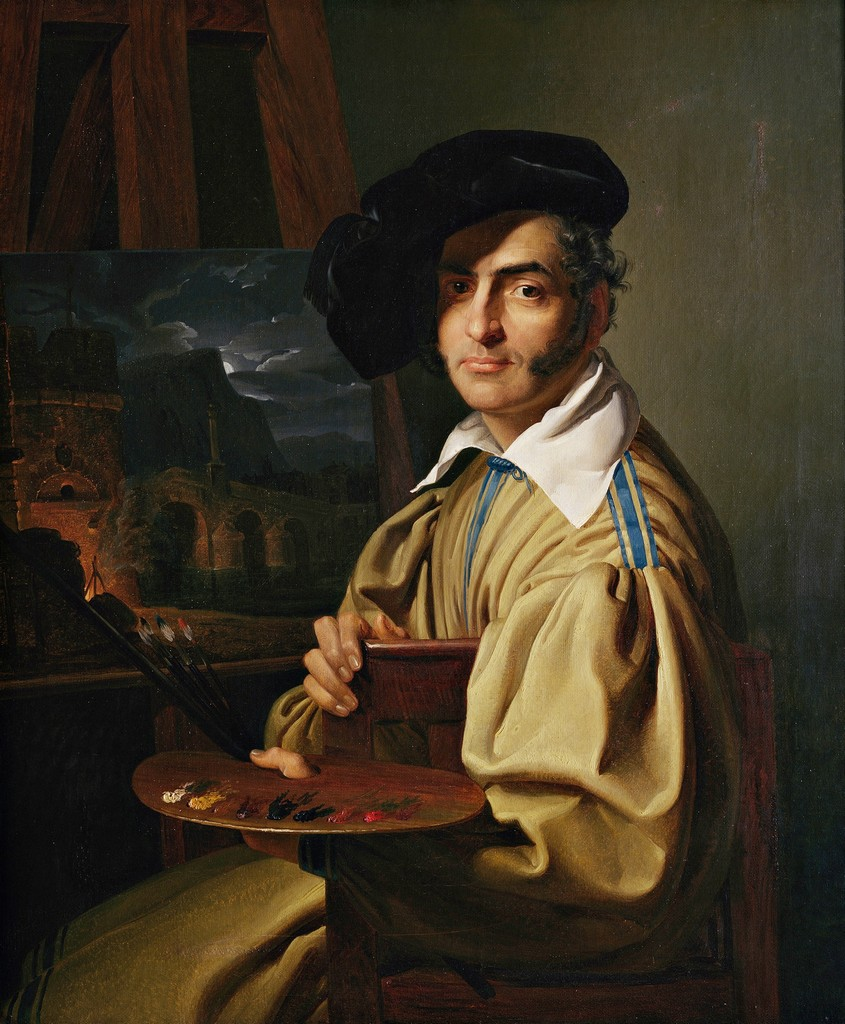
Ritratto di Giovanni Migliara
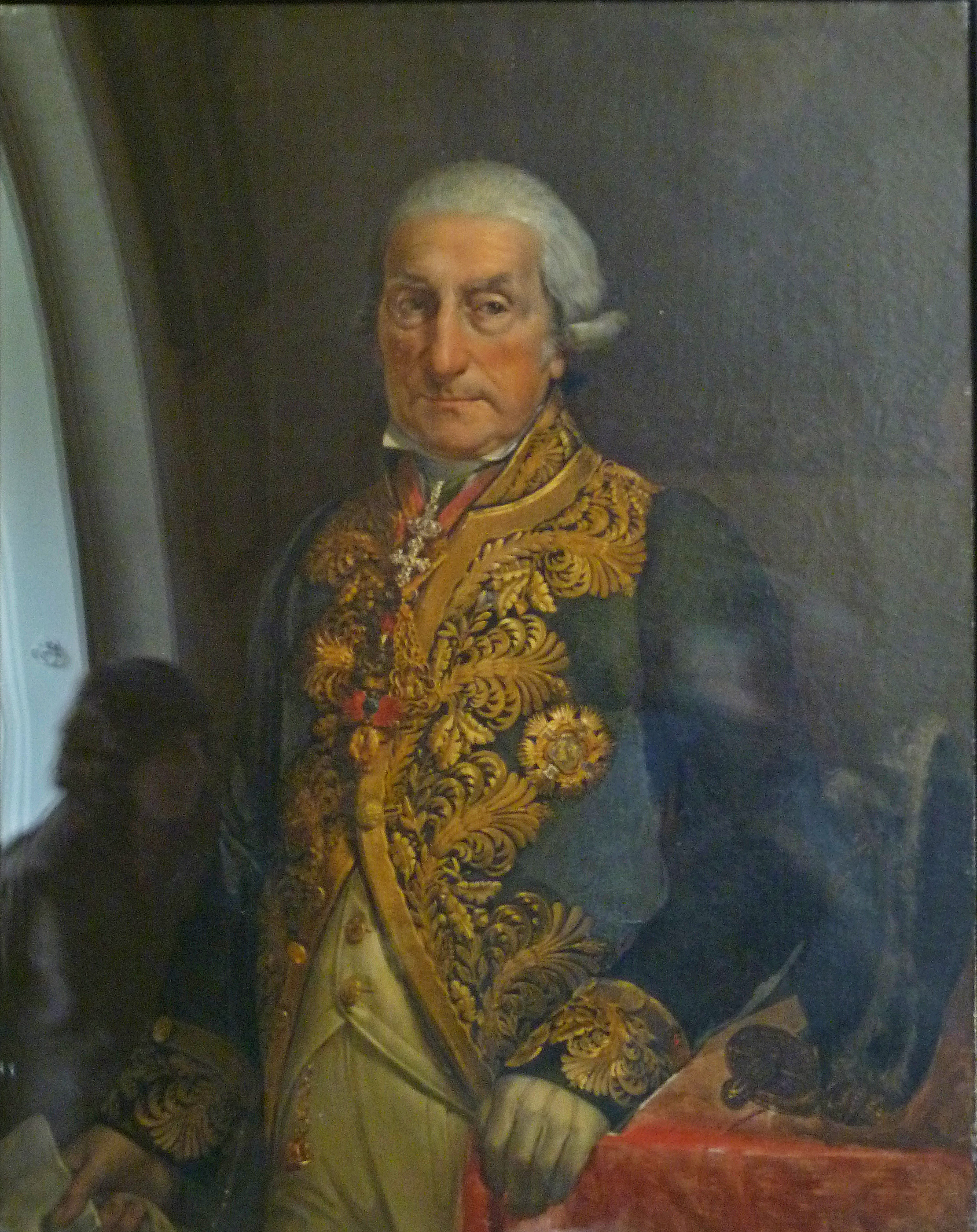
Ritratto di Giberto V Borromeo
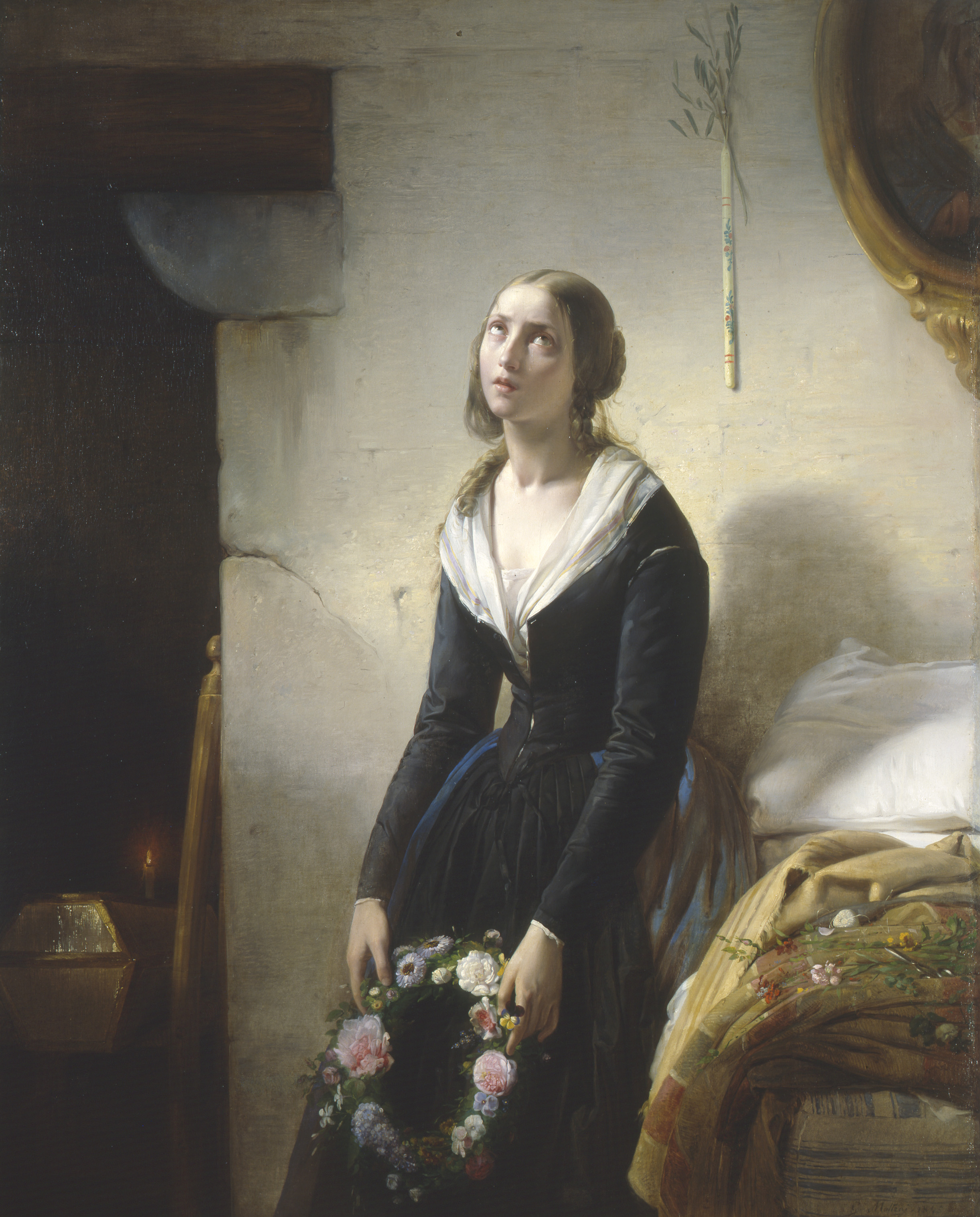
La derelitta la morte del bimbo